# Roland Németh
Roland Németh (19 settembre 1974) è un ex velocista ungherese.
Vinse la medaglia di bronzo a Monaco di Baviera nella specialità dei 100 metri.
Ha partecipato ai Campionati del mondo di atletica leggera 1999 arrivando settimo e ai Campionati europei di atletica leggera indoor 2000 finendo in quinta posizione.